# Auto de Mofina Mendes

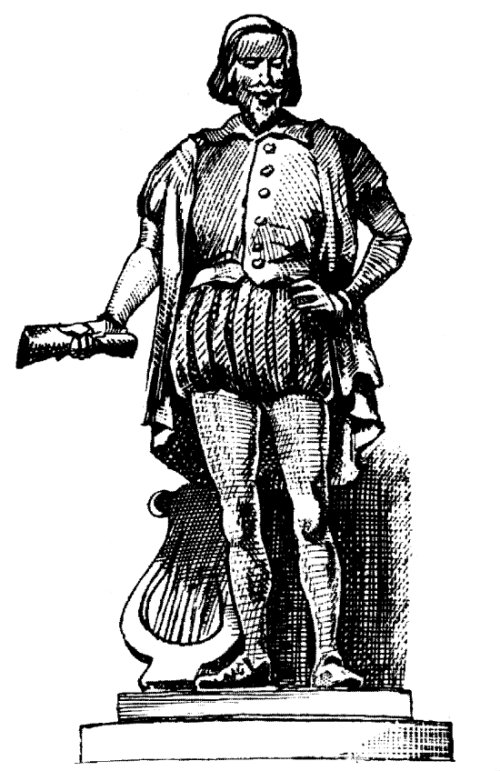
Gil Vicente

O Auto de Mofina Mendes é uma peça de teatro de Gil Vicente apresentada pela primeira vez em 1534, em Lisboa, ao rei D. João III e endereçada às matinas do Natal.

## Enredo
A peça abre com um monólogo de um frade que fala em jeitos de pregador. Ido este, iniciam-se duas narrativas paralelas que são entre si apresentadas alternadamente. Ambas possuindo sensivelmente a mesma dimensão, a primeira trata da Anunciação à Virgem e consequente gravidez, a segunda representa as peripécias de um azarado grupo de pastores. À medida que Maria recebe a Boa Nova do Anjo Gabriel e questiona quatro das Virtudes sobre que decisões tomar face a tal fenómeno, os pastores vão tentando descobrir o que aconteceu à maioria do seu gado, que se encontra desaparecido. Ao perceberem que muitos dos animais morreram, o Anjo Gabriel desce à sua presença e indica-lhes que deverão ir a Belém assistir ao nascimento de Jesus Cristo.

## Personagens
- Frade: O clérigo que abre a peça.
- Virgem Maria: A quem o anjo anuncia a Imaculada Conceição.
- São José: Marido de Maria.
- O Anjo Gabriel: O anjo que anuncia a Maria e aos pastores.
- As virtudes: Prudência, Pobreza, Humildade e Fé.
- Os Pastores: André, Paio Vaz, Pessival, Mofina Mendes, Brás Carrasco, Barba Triste e Tibaldinho.
- Anjos